# Lysiphragma adreptella
Lysiphragma adreptella är en fjärilsart som beskrevs av Walker 1864. Lysiphragma adreptella ingår i släktet Lysiphragma och familjen äkta malar. Inga underarter finns listade i Catalogue of Life.